# Digueillo
Digueillo anche Cligueillo o Eligueillo (fl. I secolo a.C.) fu un sovrano leggendario della Britannia, come racconta Goffredo di Monmouth nella Historia Regum Britanniae (XII secolo).
Fu preceduto sul trono dal padre Capoir, mentre gli succedette il figlio Heli. Regnò in modo giusto.
La forma in gallese del nome è Llefelys, pertanto il personaggio potrebbe aver dato origine al Llefelys che compare nel racconto Lludd e Llefelys incluso nel Mabinogion.